# 卡昂城市公共交通
卡昂城市公共交通（法語：Transports en commun de Caen），商业名称为，是法国西北部城市卡昂及其附近区域的城市公共交通系统，也是一个法国公立工商业机构，其所有者为卡昂海滨城市公共社区。

## 历史
卡昂的城市公共交通系统最早为19世纪末投入运营的老式有轨电车系统，后因设施老化和运营成本过高而被公共汽车代替。二战后，卡昂成立公共交通综合工会（syndicat mixte des transports en commun），2015年1月1日起凯奥雷斯参与运营。
2002至2017年间，卡昂曾有轻轨系统，后因维护成本过高而停运。2019年7月，卡昂有轨电车投入使用。

## 组织

### 运营
卡昂城市公共交通的所有者为卡昂海滨城市公共社区，凯奥雷斯负责提供车辆及人员配置并运营。

### 财政
卡昂城市公共交通的财政管理由卡昂都会区负责财政，其财政来源包括3部分：
- 地方财政支出（Contribution），即都会区本身。
- 商业收入，即车票等。
- 国家直接补助。

## 线路
截止2021年1月，卡昂城市公共交通系统线路网包括3条有轨电车线路、27条普通公交线路、3条专线、2条夜间公交线路和5条定制公交线路。

## 票价
卡昂城市公共交通的车票系统包括两大类型：单次车票和公交卡。

### 单次车票
卡昂城市公共交通的单次车票包括单次票和十次票，另有24小时票和72小时票，以及团体票等。该票不记名，其中单次车票可在公交车上购买。所有单次车票在刷卡后一个小时内可无限次换乘。此外，在综合停车场附近亦可购买停车+公交联合车票。

### 公交卡
卡昂的公交卡包含多种类型，包括公共卡（所有人均可办理和使用）、学生卡、老年卡等，办理时需实名登记并出示相关证件。普通的公交卡可在指定的时间段内无限次乘坐卡昂城市公共交通下属的所有线路，而联合卡则可乘坐卡昂都会区范围内乘坐省内城际巴士。

## 图集

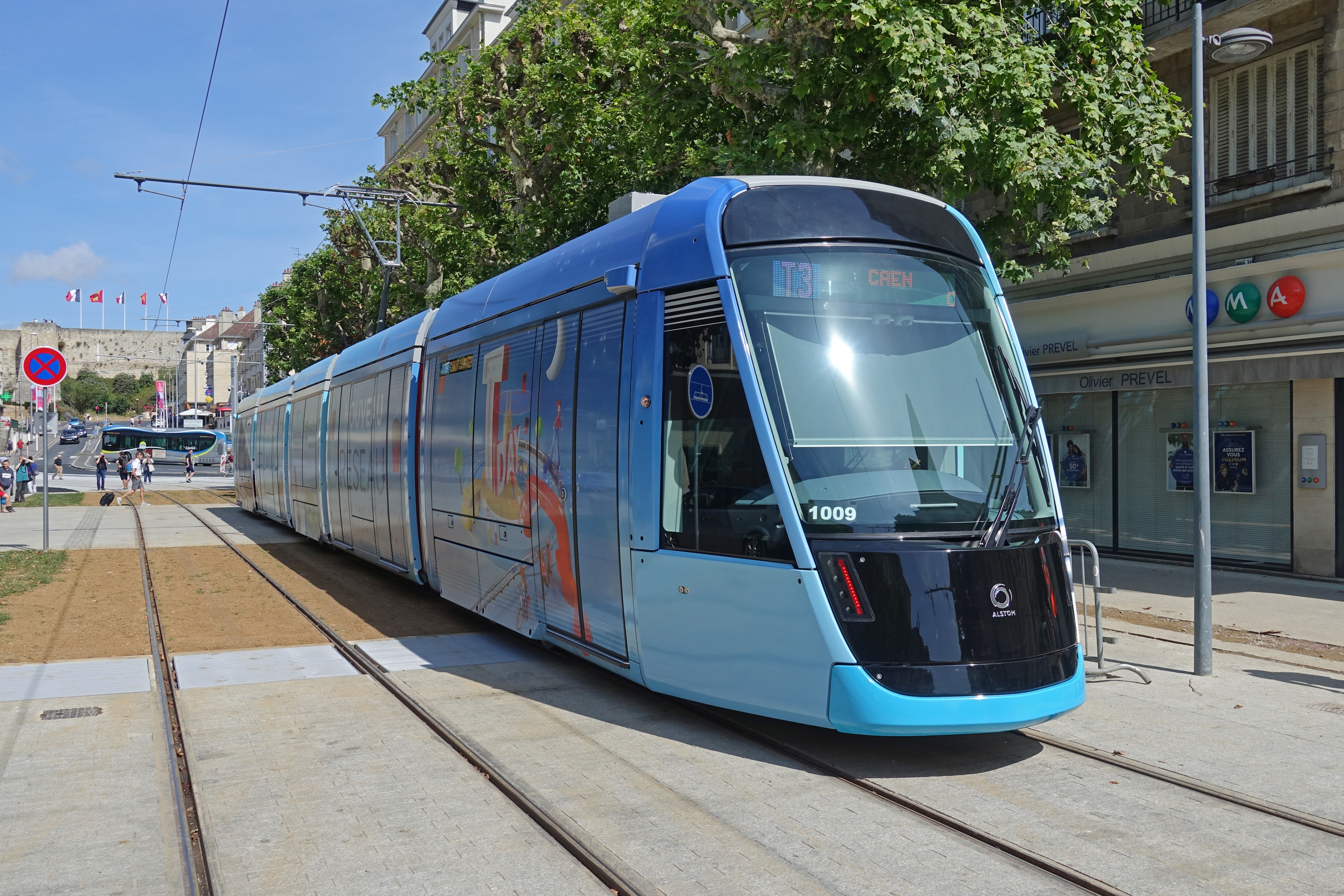
卡昂有轨电车
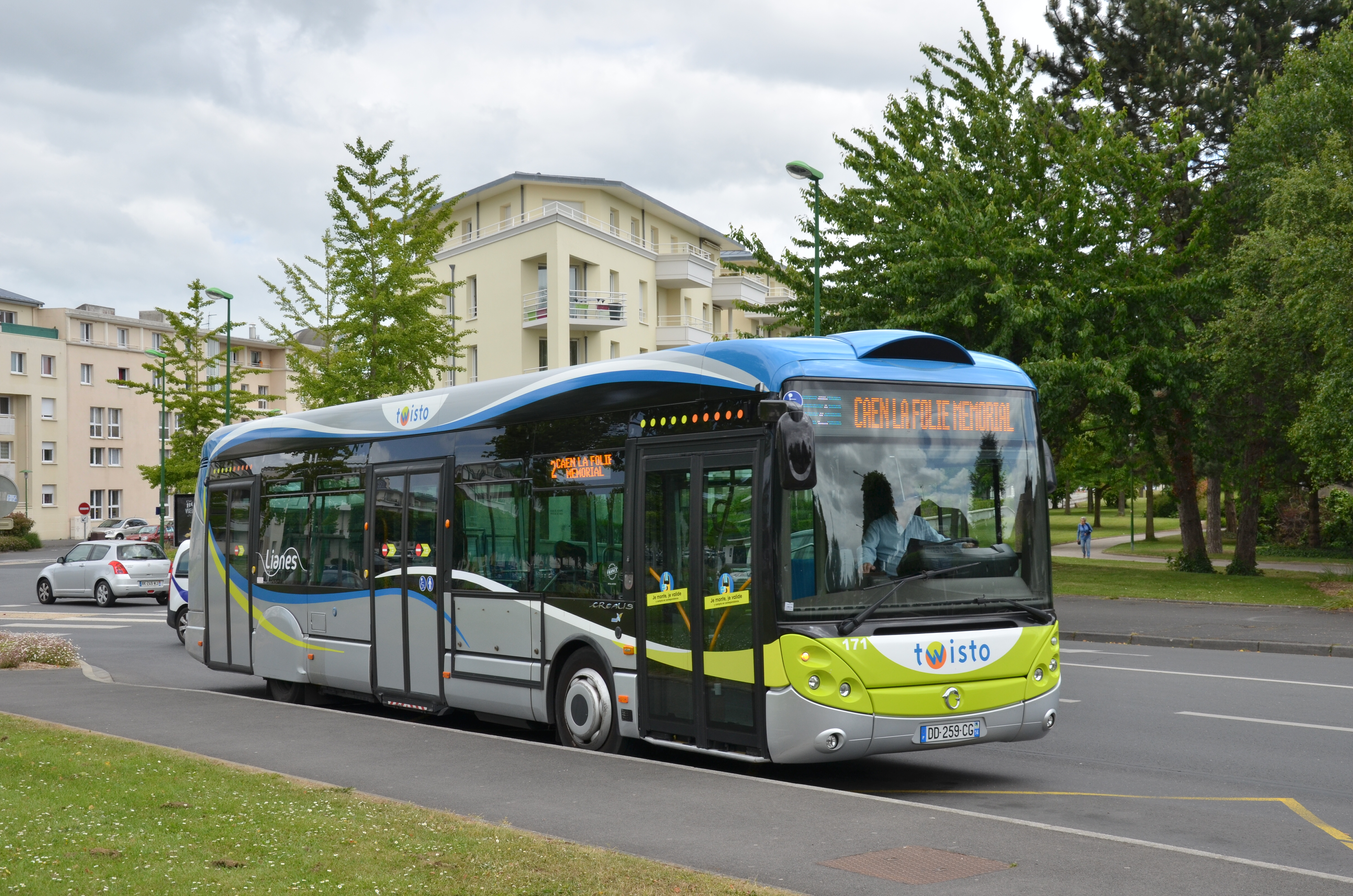
卡昂公交2路
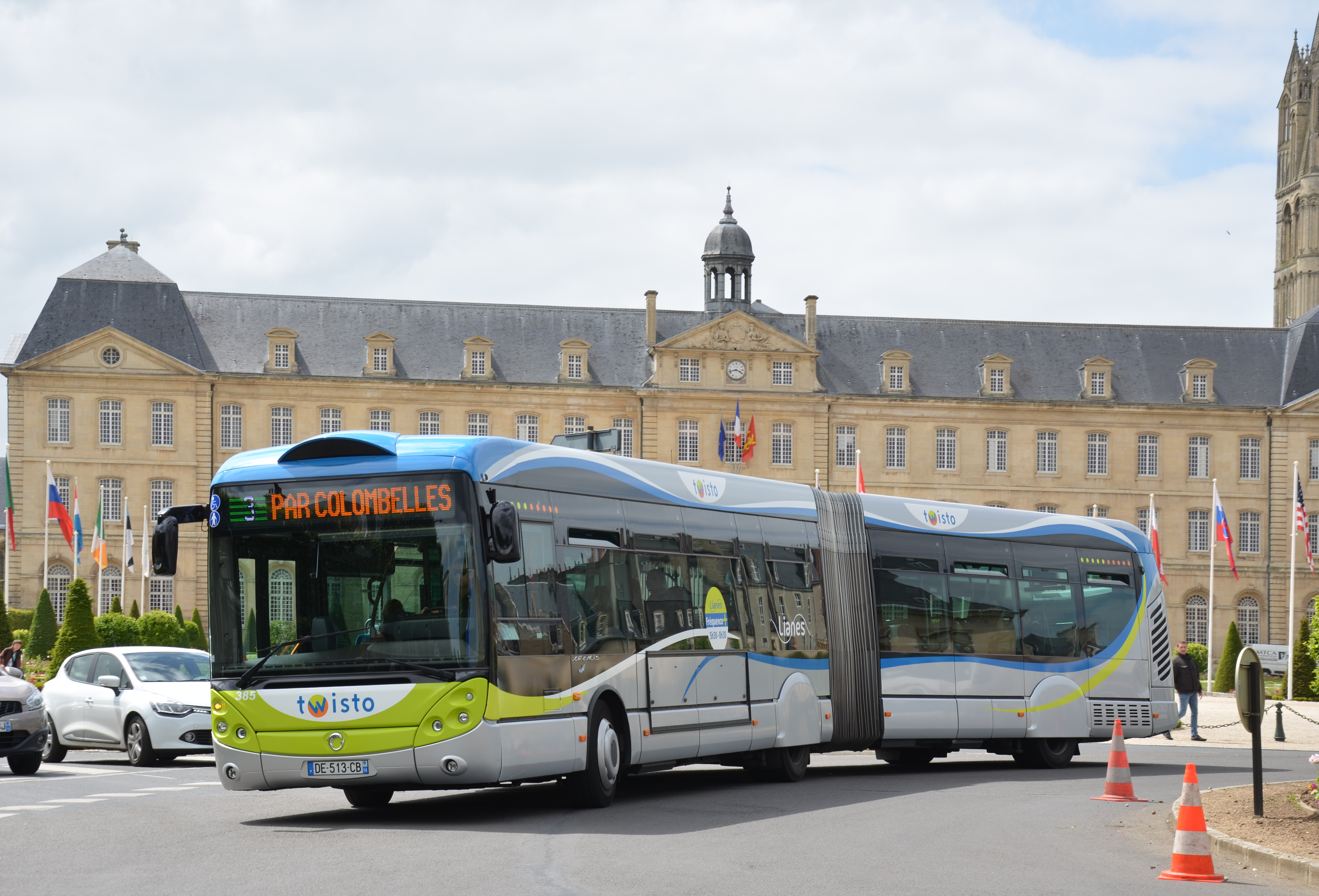
卡昂公交3路
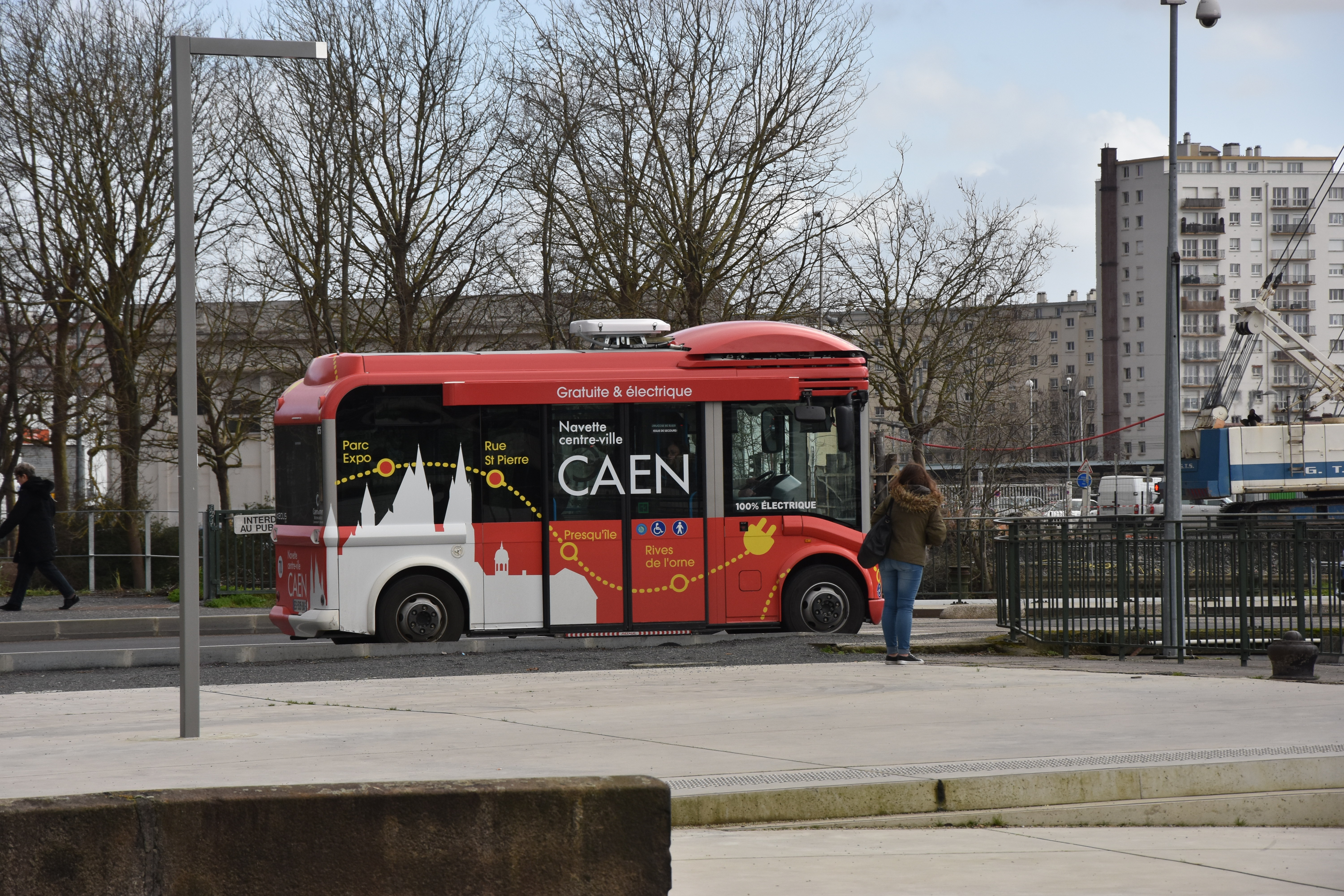
市区小巴
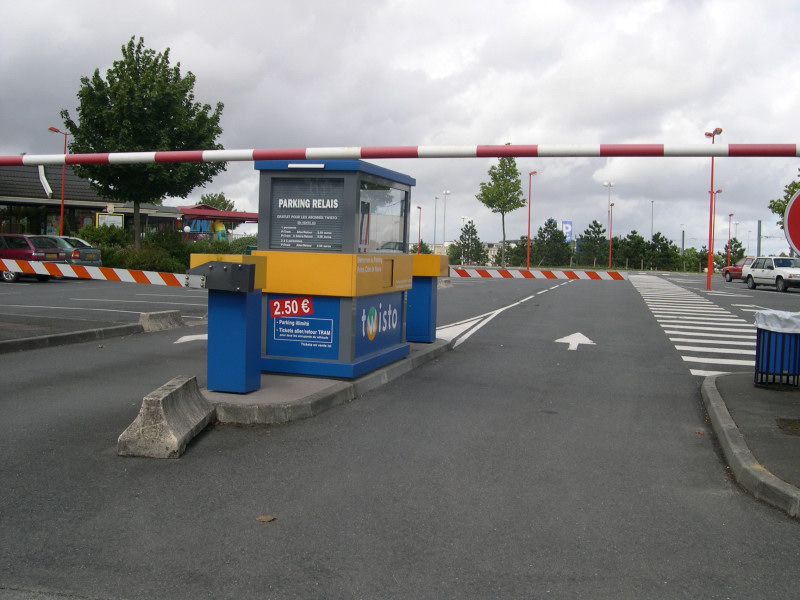
卡昂的一处P+R停车场